# Colletorto
Colletorto község (comune) Olaszország Molise régiójában, Campobasso megyében.

## Fekvése
A megye nyugati részén fekszik. Határai: Carlantino, Casalnuovo Monterotaro, San Giuliano di Puglia, Sant’Elia a Pianisi és Bonefro.

## Története
Első írásos említése 1320-ból származik. A ma is álló őrtornyát I. Johanna nápolyi királynő építtette. A következő századokban nemesi birtok volt. A 19. században nyerte el önállóságát, amikor a Nápolyi Királyságban felszámolták a feudalizmust.

## Népessége
A népesség számának alakulása:

## Főbb látnivalói
- Torre di Colletorto
- San Giovanni Battista-templom